# لیزا باربوسکیا
لیزا باربوسکیا (انگلیسی: Lisa Barbuscia؛ زادهٔ ۱۸ ژوئن ۱۹۷۱) یک هنرپیشه، مدل و خواننده اهل ایالات متحده آمریکا است.

## بخشی از فیلمشناسی
از فیلم‌ها یا برنامه‌های تلویزیونی که وی در آن نقش داشته‌است می‌توان به آثار زیر اشاره کرد.
- کوه‌نشین: بازی پایانی (۲۰۰۰)
- خاطرات بریجت جونز (فیلم) (۲۰۰۱)